# Looping Schip
Een Looping Schip of Looping Starship of Swinging Loop Ship of Traumboot is een attractietype dat gebaseerd is op het schommelschip. Het betreft hier een groot schip dat heen en weer schommelt. In tegenstelling tot het Schommelschip, zwaait het Looping Schip ook 360 graden rond, en gaat dus tevens over de kop. De meeste Looping schepen kwamen op in de jaren tachtig. Ze zijn zowel op kermissen als in pretparken te vinden. Het Looping Schip kan beschouwd worden als de grotere broer én opvolger van de Loop-o-plane, een attractie uit de jaren twintig.

## Versies
Er bestaan vele verschillende versies van het Looping Schip, omdat verschillende attractie-ontwikkelaars allemaal het principe in hun assortiment wilden hebben, maar hierbij mogen de onderlinge attractietypen niet te veel op elkaar lijken. Veel ontwikkelaars hebben dus nét op die manier iets veranderd dat het principe overeind blijft, maar wel met een origineel concept.
Voorbeelden hiervan zijn:
- de Kamikaze (1984), van het bedrijf Far Fabbri & Sartori. Hierbij staan er twee schommelschepen naast elkaar. Ze zwaaien in tegenovergestelde richting van elkaar. Het schip zwaait aan één arm rond. De kamikaze wordt ook wel Double-Arm Ranger of The Apollo genoemd.
- de Looping Starship of Space Shuttle, van het Zwitserse bedrijf Intamin AG. Bij deze attractie draait het schip rond aan twee (of vier) armen. Een voorbeeld was Bounty, die tot 2002 te vinden was in Walibi Belgium en was in Zygofolis van 1987 tot 1991.

Video van een Kamikaze in Expoflora te Holambra, São Paulo.

- de Sky Flyer (1983), van Vekoma.[1] De Skyflyer heeft veel weg van de Kamikaze. De schepen lijken hier echter veel meer op treinen. De Sky Flyer kan zowel één enkel schip hebben als dubbele schepen.
- de Skymaster, van het bedrijf ARM.
- de Ranger van het bedrijf HUSS. Dit type lijkt veel op de Kamikaze, maar dan met slechts één schip. De Ranger is iets kleiner dan de andere typen en gaat sneller rond.
- de Droomboot of Traum Boat (1983), van het bedrijf Weber. Deze attractie lijkt vrijwel precies op een traditioneel (piraten) schommelschip, behalve dan het contragewicht dat bovenaan uitsteekt, maar gaat dus wel over de kop.
- de Tornado van Mondial Rides, gelijkaardig aan de Kamikaze van Fabbri & Sartori.

Daarnaast zijn er nog andere (minder afwijkende) versies verschenen in de loop van de tijd.

## Soortgelijke attracties
- Schommelschip
- Booster
- Loop-o-plane
- Rockin' Tug
- Vliegend tapijt